# M. Barbey-Gampert
Marcelle Barbey-Gampert (1887 - 1949 ) fue una botánica, climatóloga y geóloga suiza, que realizó más de 500 identificaciones de especímenes de la flora alpina, registrada en IPNI, como descubridora de nuevas especies para la ciencia. Fue discípula del profesor Robert Hippolyte Chodat (1865 - 1934).

## Algunas publicaciones

### Libros
- 1921. Esquisse de la flore des Picos de Europa. Bull. Soc. Bot. Geneve II, 12: 219-245. 5 fig.
- La abreviatura «Barb.-Gamp.» se emplea para indicar a M. Barbey-Gampert como autoridad en la descripción y clasificación científica de los vegetales.[4]